# بن توزر
بن توزر (انگلیسی: Ben Tozer بازیکن فوتبال اهل بریتانیا است.
از باشگاه‌هایی که در آن بازی کرده‌است می‌توان به باشگاه فوتبال نورث‌همپتون تاون، باشگاه فوتبال یئوویل تاون، باشگاه فوتبال کولچستر یونایتد، باشگاه فوتبال سوئیندون تاون، و باشگاه فوتبال نیوکاسل یونایتد اشاره کرد.